# Pascal Gregor
Pascal Gregor (18 de fevereiro de 1994) é um futebolista profissional dinamarquês que atua como defensor, atualmente defende o FC Nordsjælland.

## Carreira
Pascal Gregor fez parte do elenco da Seleção Dinamarquesa de Futebol nas Olimpíadas de 2016.